# Morris Day
Morris Day (ur. 13 grudnia 1957 w Springfield w stanie Illinois) – amerykański muzyk, kompozytor i wokalista zespołu The Time.

## Kariera muzyczna
W szkole średniej był w jednej klasie z Prince'm i Andre Cymone i to z nimi założył zespół o nazwie "Grand Central", przemianowany później na "Champagne". W jakiś czas po tym drogi artystów się rozeszły - Prince zaczął eksperymentować z muzyką, a pozostali dwaj poszli ścieżką R&B.
Szczyt kariery zespołu "The Time" przypadł na okres po tym, jak Day zagrał przeciwnika Prince’a w jego filmie Purple Rain w 1984 roku. Największą popularność zespołu uzyskał album Ice Cream Castle, z którego pochodzą takie przeboje jak Jungle Love i The Bird. Jednak do pierwszego miejsca na listach R&B dotarł dopiero ich singel z 1990 roku - “Jerk Out” z albumu “Pandemonium”. W tym samym roku Day założył własny girls-band o nazwie The Day Zs. Jedyny album tego zespołu został wyprodukowany przez Daya, który zaśpiewał również w kawałku “Green Acres”. Od tamtego czasu jego kariera zaczęła blaknąć aż do końca lat 90.

### 2000 do dziś
Obecnie Day nadal daje koncerty – jest frontmanem The Time z częściowo nowym składem. Nadal zatrudnia Jerome Bentona – wspólne przedstawienia na scenie tej dwójki stanowią główną atrakcję występów The Time. Day pojawiał się również w reklamówkach telewizyjnych Toyoty, a Snoop Dogg wybrał wideoklip The Time pt. “Cool” do swojej listy najlepszych utworów BET Top 25.

## Kariera aktorska
Morris Day pojawiał się od czasu do czasu w małych rolach, np. w filmie Richarda Pryora Moving, jednak popularność na ekranie zdobył dopiero w 2001 r., kiedy pojawił wraz z zespołem się w filmie Kevina Smitha Jay i Cichy Bob kontratakują – w ostatniej scenie zagrali Jungle Love, a Day zatańczył na scenie wraz z głównymi bohaterami. Jay, grany przez Jasona Mewesa, określał ich w filmie jako “Morris Day and the motherfucking Time!” Day wystąpił również w serialu komediowym “Eve”, w którym zagrał alfonsa chcącego, aby sklep z odzieżą “DivaStyle” zaprojektował ekstrawagancki garnitur, który pasowałby do jego żartobliwej osobowości.

## Dyskografia

### Albumy
- Color of Success (Warner Bros., 1985)
- Daydreaming (Warner Bros., 1987)
- Guaranteed (Reprise, 1992)
- It’s About Time (Hollywood, 2004)

### Single
- "Color of Success"
- "The Oak Tree"
- "The Character"
- "Daydreaming"
- "Fishnet"
- "Love Is a Game"
- "Gimme Watcha Got"
- "Circle of Love"

## Filmografia

### Z Prince'm
- Purpurowy deszcz (Purple Rain)
- Graffiti Bridge

### Inne
- Moesha
- Moving
- The Adventures of Ford Fairlane
- Jay i Cichy Bob kontratakują